# Svjatoslav I., veliki knez Kijeva
Svatoslav I. Igorovič ili Svjatoslav Osvajač (staroslav.: С~тославъ / Свąтославъ Игорєвичь, ukr.: Святослав Ігорович, rus.: Святослав Игоревич, bug.: Светослав, grč.: Σφενδοσθλάβος – Sphendosthlabos) (oko 942. – 972.), kijevski knez od 945. godine iz dinastije Rjurikoviča. Za njegove maloljetnosti, u njegovo ime vladala je njegova majka Olga.

## Životopis
Svjatoslav je rođen oko 942. godine, a na kijevsko prijestolje dolazi 964. godine. Njegova vladavina je obilježena gotovo neprestanim ratovima u kojima je i on sam uvijek sudjelovao. Njegovo izbivanje u ratovima dovelo je u opasnost sam Kijev koji je često bio pod slabim nadzorom staroruske vojske upravo radi neprestanih ratova izvan Kijevske Rusi.
U povijesnim zapisima, kijevski knez Svjatoslav I. je opisan kao hrabri vojskovođa koji je proširio svoj staroslavenski utjecaj gotovo cijelom istočnom Europom. Njegov navodno markantan izgled i discipliniran vojnički svjetonazor je podsjećao prije svega na ukrajinske kozake koji su također imali obrijane glave s repićem u predjelu skalpa i vojnički ustrojenu kozačku državu. Svjatoslav je u vrhuncu svoje moći vojnički podredio cijeli prostor između rijeke Volge na istoku i planina Karpata na zapadu, izbivši na prostore Balkana gdje je porobio oko 80 bugarskih gradova.
Neprestane vanjske prijetnje po sve bogatiji Kijev prisilile su na ratištima odsutnog Svjatoslava da izvede prvu značajnu podjelu vlasti u Kijevskoj Rusi. Iz tog je razloga odredio da njegov najstariji sin Jaropolk čuva vlast u Kijevu i široj okolici, sin Oleg trebao je čuvati zemlje zapadno od Kijeva te upravljati Derevljanima, a sin Vladimir je trebao čuvati vlast na sjeveru u Novgorodu, tada također važnom trgovačkom središtu. Svjatoslav je ubijen iz zasjede na rijeci Dnjepar, pokraj ukrajinskog otoka Hortecja, prilikom povratka u Kijev 972. godine. Iste godine ga je naslijedio sin Jaropolk I.

## Vanjske poveznice
- Svjatoslav Igorevič Hrvatska enciklopedija

| Prethodnik:            | Kijevski knez | Nasljednik:               |
| Olga (945. – oko 963.) | Kijevski knez | Jaropolk I. (972. – 980.) |